# Lego Star Wars
 (septembre 2015).
Lego Star Wars est une collection de jouets Lego sur le thème de la saga cinématographique Star Wars. La licence originale était signée de 1999 à 2008. Puis The Lego Group a étendu la licence avec Lucasfilm plusieurs fois jusqu'en 2011 puis 2016. En 2012, un arrangement s'est fait entre les deux compagnies pour la prolonger de dix ans.

## Catégories de produits
La gamme Lego Star Wars est composée de différentes catégories de produits, ciblant différents groupes de clients. Les produits contenant une structure à construire et ne se limitant pas à une figurine ou à un produit dérivé de la gamme de jouets sont appelés sets.

### Playsets
Le terme playset désigne les sets de taille moyenne, destinés au jeu.

### Battle packs
Les battle packs (ou packs de combat) sont des sets constitués de plusieurs minifigurines, généralement quatre, accompagnées d'un petit vaisseau ou véhicule.

### Ultimate Collector's Series
La gamme Ultimate Collector's Series se caractérise par des produits destinés principalement à l'exposition et à la collection, étant des représentations détaillées de vaisseaux, lieux ou personnages. Les produits de cette gamme sont généralement les plus chers de la gamme Lego Star Wars, et s'adressent généralement à un public adulte, comme l'indique la mention 18+ présente sur les produits de cette gamme.

### Master Builder Series
La gamme Master Builder Series est constituée de produits de grande taille, mais qui se démarquent de ceux de la gamme UCS en étant moins destinés à être exposés et plus à permettre le jeu. Bien que l'existence de cette gamme soit officielle depuis la sortie du set Trahison à la Cité des Nuages en 2018, de nombreux sets précédemment vendus dans la gamme UCS entrent dans la description de cette gamme, tel que par exemple le Village Ewok sorti en 2013,.

### Microfighters
La gamme microfighters est constituée de sets généralement composés d'une figurine accompagnée d'un vaisseau miniature.

### Diorama
La gamme Diorama est constituée de produits destinés à l'exposition, représentant une scène issue de Star Wars.

### Buildable Galaxy
La gamme Buildable Galaxy (ou encore Star Wars Planets), présente durant les années 2012 et 2013, était constituée pour chacun de ses produits d'une planète accompagnée d'une figurine et d'un vaisseau.

### Helmets
La gamme Helmets, ou casques en français, représente les différents casques de l'univers Star Wars, et est destinée à l'exposition et la décoration.

### Starship Collection
La gamme Starship Collection est constituée de recréations à l'échelle moyenne de différents vaisseaux emblématiques, plus grandes que celles présentes dans la gamme Microfighters mais plus petites que celles présentent dans les produits destinés au jeu. Ces produits sont destinés à la décoration et à l'exposition.

### Buildable figures
Les Buildable Figures, présents entre 2015 et 2018, sont des personnages de l'univers Star Wars, constructibles, à une échelle plus grande que les minifigurines.

### Polybags
Les polybags sont de petits sets vendus dans des sachets plastiques ou papier, parfois proposés en cadeau dans les Lego Store, ou envoyés avec les magazines de la gamme Lego Star Wars.

### Calendriers de l'Avent
Chaque année, un calendrier de l'Avent est vendu sous la marque Lego Star Wars, chaque case contenant une petite construction ou une minifigurine.

## Produits Lego
| Année | Numéro de référence | Nom en anglais                                             | Nom en français | Type de set                                            | Notes | Références |
| ----- | ------------------- | ---------------------------------------------------------- | --------------- | ------------------------------------------------------ | ----- | ---------- |
| 1999  | 7101                | Lightsaber Duel                                            |                 | Aucun en particulier                                   |       |            |
| 1999  | 7110                | Landspeeder                                                |                 | Aucun en particulier                                   |       |            |
| 1999  | 7111                | Droid Fighter                                              |                 | Aucun en particulier                                   |       |            |
| 1999  | 7121                | Naboo Swamp                                                |                 | Aucun en particulier                                   |       |            |
| 1999  | 7128                | Speeder Bikes                                              |                 | Aucun en particulier                                   |       |            |
| 1999  | 7130                | Snowspeeder                                                |                 | Aucun en particulier                                   |       |            |
| 1999  | 7131                | Anakin's Podracer                                          |                 | Aucun en particulier                                   |       |            |
| 1999  | 7140                | X-wing Fighter                                             |                 | Aucun en particulier                                   |       |            |
| 1999  | 7141                | Naboo Fighter                                              |                 | Aucun en particulier                                   |       |            |
| 1999  | 7150                | TIE Fighter and X-wing                                     |                 | Aucun en particulier                                   |       |            |
| 1999  | 7151                | Sith Infiltrator                                           |                 | Aucun en particulier                                   |       |            |
| 1999  | 7161                | Gungan Sub                                                 |                 | Aucun en particulier                                   |       |            |
| 1999  | 7171                | Mos Espa Podrace                                           |                 | Aucun en particulier                                   |       |            |
| 2000  | 3340 (Star Wars #1) | Emperor Palpatine, Darth Maul and Darth Vader Minifig Pack |                 | Pack de mini-figurines (dans des sachets en plastique) |       |            |
| 2000  | 3341 (Star Wars #2) | Luke Skywalker, Han Solo and Boba Fett Minifig Pack        |                 | Pack de mini-figurines (dans des sachets en plastique) |       |            |
| 2000  | 3342 (Star Wars #3) | Chewbacca and 2 Biker Scouts Minifig Pack                  |                 | Pack de mini-figurines (dans des sachets en plastique) |       |            |
| 2000  | 3343 (Star Wars #4) | 2 Battle Droids and Command Officer Minifig Pack           |                 | Pack de mini-figurines (dans des sachets en plastique) |       |            |
| 2000  | 8000                | Pit Droid                                                  |                 | Grandes figurines de personnages (20 à 30 cm de haut)  |       |            |
| 2000  | 8001                | Battle Droid                                               |                 | Grandes figurines de personnages (20 à 30 cm de haut)  |       |            |
| 2000  | 8002                | Destroyer Droid                                            |                 | Grandes figurines de personnages (20 à 30 cm de haut)  |       |            |
| 2000  | 7181                | TIE Interceptor                                            |                 | UCS                                                    |       |            |
| 2000  | 7191                | X-wing Fighter                                             |                 | UCS                                                    |       |            |
| 2000  | 7104                | Desert Skiff                                               |                 | Aucun en particulier                                   |       |            |
| 2000  | 7115                | Gungan Patrol                                              |                 | Aucun en particulier                                   |       |            |
| 2000  | 7124                | Flash Speeder                                              |                 | Aucun en particulier                                   |       |            |
| 2000  | 7134                | A-wing Fighter                                             |                 | Aucun en particulier                                   |       |            |
| 2000  | 7144                | Slave I                                                    |                 | Aucun en particulier                                   |       |            |
| 2000  | 7155                | Trade Federation AAT                                       |                 | Aucun en particulier                                   |       |            |
| 2000  | 7159                | Star Wars Bucket                                           |                 | Aucun en particulier                                   |       |            |
| 2000  | 7180                | B-wing at Rebel Control Center                             |                 | Aucun en particulier                                   |       |            |
| 2000  | 7184                | Trade Federation MTT                                       |                 | Aucun en particulier                                   |       |            |
| 2000  | 7190                | Millenium Falcon                                           |                 | Aucun en particulier                                   |       |            |
| 2001  | 8007                | C-3PO                                                      |                 | Personnages                                            |       |            |
| 2001  | 8008                | Stormtrooper                                               |                 | Personnages                                            |       |            |
| 2001  | 10018               | Darth Maul                                                 |                 | UCS                                                    |       |            |
| 2001  | 10019               | Rebel Blockade Runner                                      |                 | UCS                                                    |       |            |
| 2001  | 7106                | Droid Escape                                               |                 | Aucun en particulier                                   |       |            |
| 2001  | 7126                | Battle Droid Carrier                                       |                 | Aucun en particulier                                   |       |            |
| 2001  | 7127                | Imperial AT-ST                                             |                 | Aucun en particulier                                   |       |            |
| 2001  | 7146                | TIE Fighter                                                |                 | Aucun en particulier                                   |       |            |
| 2001  | 7166                | Imperial Shuttle                                           |                 | Aucun en particulier                                   |       |            |
| 2001  | 7186                | Watto's Junkyard                                           |                 | Aucun en particulier                                   |       |            |

### 2002

#### Mini Building Set
En 2002, la série Mini Building Set est produite. C'est le début d'une série de vaisseaux Star Wars de toute petite taille comportant généralement moins de 100 pièces. Pour la première fois, les sets Lego sont emballés en sachet plastique. The Lego Group a pris cette décision pour que les sets puissent être vendus dans des machines à distribuer, des kiosques ou même offerts avec des magazines.
- 3219 Mini TIE Fighter

#### Personnages
- 8009 R2-D2
- 8010 Darth Vader
- 8011 Jango Fett
- 8012 Super Battle Droid

#### Ultimate LegoStar WarsCollector's series
- 7194 Yoda
- 10026 Special Edition Naboo Starfighter
- 10030 Imperial Star Destroyer

#### Autres produits
- 7103 Jedi Duel
- 7113 Tusken Raider Encounter
- 7119 Twin-Pod Cloud Car
- 7133 Bounty Hunter Pursuit
- 7139 Ewok Attack
- 7142 X-wing Fighter
- 7143 Jedi Starfighter
- 7152 TIE Fighter & Y-wing
- 7153 Jango Fett's Slave I
- 7163 Republic Gunship
- 7200 Final Duel I
- 7201 Final Duel II
- 7203 Jedi Defense I
- 7204 Jedi Defense II

#### Produits Collector
Les premiers modèles de la gamme Lego Star Wars contenant des sets spéciaux, des pack de multiples sets ou des produits non constructibles tels qu'une boîte de transport.
- 65081 R2-D2 / C-3PO Droid Collectors Set
- 65145 X-wing Fighter / TIE Fighter & Y-wing Collectors Set
- 65153 Jango Fett's Slave I with Bonus Cargo Case

### 2003

#### Mini Building Sets
- 4484 X-Wing Fighter & TIE Advanced
- 4485 Sebulba's Podracer & Anakin's Podracer
- 4486 AT-ST & Snowspeeder
- 4487 Jedi Starfighter & Slave I
- 4488 Millennium Falcon
- 4489 AT-AT
- 4490 Republic Gunship
- 4491 MTT

#### Ultimate LegoStar WarsCollector's series
- 10123 Cloud City
- 10129 Rebel Snowspeeder

#### Autres produits
- 4475 Jabba's Message
- 4476 Jabba's Prize
- 4477 T-16 Skyhopper
- 4478 Geonosian Fighter
- 4479 TIE Bomber
- 4480 Jabba's Palace
- 4481 Hailfire Droid
- 4482 AT-TE
- 4483 AT-AT

### 2004

#### Mini Building Sets
- 4492 Star Destroyer
- 4493 Sith Infiltrator
- 4494 Imperial Shuttle
- 4495 AT-TE
- 6963 X-wing Fighter
- 6964 Boba Fett's Slave I
- 6965 TIE Interceptor

#### Ultimate LegoStar WarsCollector's series
- 10134 Y-wing Attack Starfighter

#### Autres produits
- 4500 Rebel Snowspeeder
- 4501 Mos Eisley Cantina
- 4502 X-wing Fighter
- 4503 Falcon Millennium
- 7262 TIE Fighter and Y-Wing
- 10131 TIE Fighter Collection

### 2005

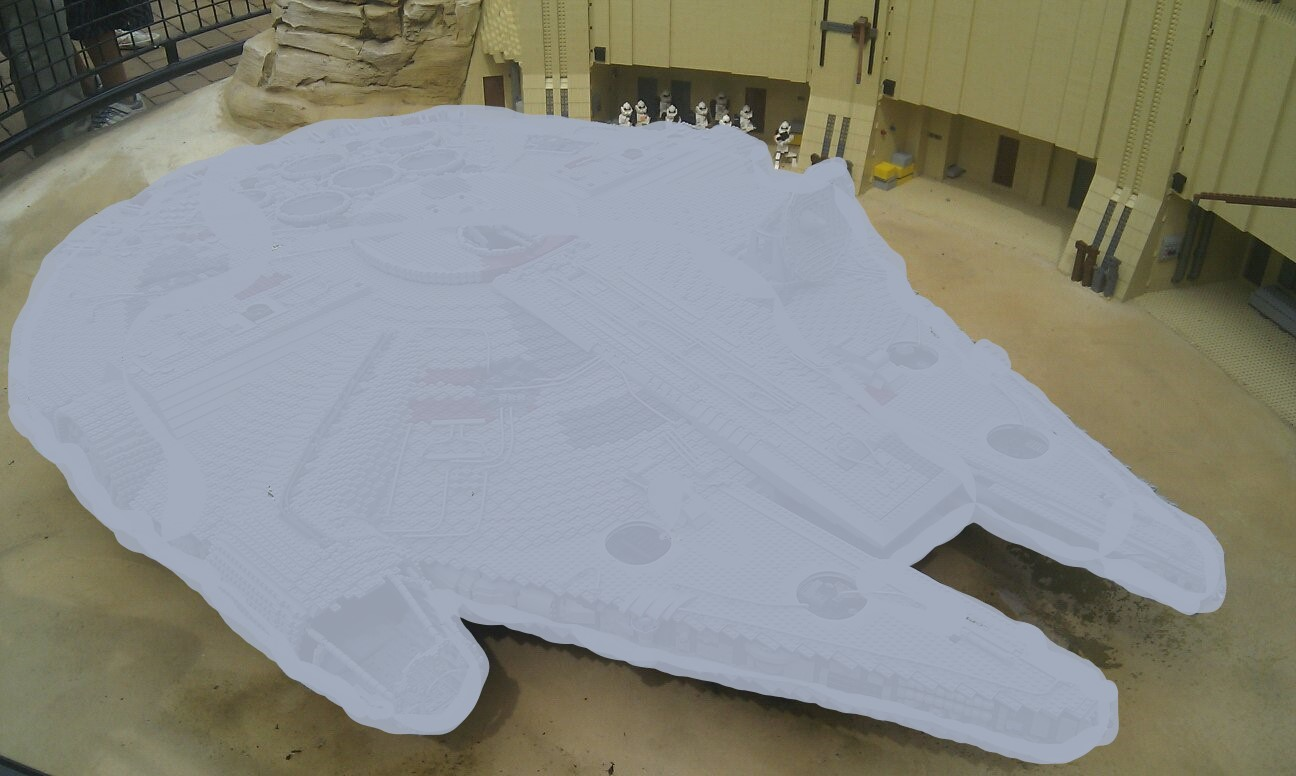
Reconstitution du Faucon Millenium, en Lego.

#### Mini Building Sets
- 6966 Jedi Starfighter
- 6967 ARC Fighter

#### Ultimate LegoStar WarsCollector's series
- 10143 Death Star II
- 10144 Sandcrawler

#### Autres produits
- 7250 Clone Scout Walker
- 7251 Darth Vader Transformation
- 7252 Droid Tri-fighter
- 7255 Général Grievous Chase
- 7256 Jedi Starfighter & Vulture Droid
- 7257 Ultimate Lightsaber Duel
- 7258 Wookie Attack
- 7259 ARC-170 Starfighter
- 7260 Wookie Catamaran
- 7261 Clone Turbo Tank
- 7263 TIE Fighter
- 7264 Imperial Inspection
- 7283 Ultimate Space Battle

### 2006

#### Ultimate LegoStar WarsCollector's series
- 10174 Imperial AT-ST
- 10175 Vader's TIE Advanced

#### Autres produits
- 6205 V-wing Fighter
- 6206 TIE Interceptor
- 6207 A-wing Fighter
- 6208 B-wing Fighter
- 6209 Slave I
- 6210 Jabba's Sail Barge
- 6211 Imperial Star Destroyer
- 6212 X-wing Fighter
- 7261 Clone Turbo Tank (non-light-up, 2006 edition)

### 2007

#### Ultimate LegoStar WarsCollector's series
- 10178 Motorised Walking AT-AT
- 10179 Ultimate Collector's Millennium Falcon

#### Autres produits
- 7654 Droids Battle Pack
- 7655 Clone Troopers Battle Pack
- 7656 General Grievous Starfighter
- 7657 AT-ST
- 7658 Y-wing Fighter
- 7659 Imperial Landing Craft
- 7660 Naboo N-1 Starfighter with Vulture Droid
- 7661 Jedi Starfighter with Hyperdrive Booster Ring
- 7662 Trade Federation MTT
- 7663 Sith Infiltrator
- 7664 TIE Crawler
- 7665 Republic Cruiser
- 7666 Hoth Rebel Base

### 2008

#### Mini Building Set
- 8028 TIE Fighter
- 8031 V-19 Torrent
- 20006 Clone Turbo Tank

#### Star Wars: Le Pouvoir de la Force
Un boîte de Lego inspiré du jeu vidéo.
- 7672 Rogue Shadow

#### Star Wars: The Clone Wars
Inspiré du dessin animé.
- 7673 MagnaGuard Starfighter
- 7674 V-19 Torrent
- 7675 AT-TE Walker
- 7676 Republic Attack Gunship
- 7669 Anakin's Jedi Starfighter

#### Ultimate LegoStar WarsCollector's series
- 10186 General Grievous
- 10188 Death Star

### 2009

#### Mini Building Set
- 8033 General Grievous' Starfighter
- 20007 Republic Attack Cruiser
- 20009 AT-TE Walker
- 20010 Republic Gunship

#### Star Wars: The Clone Wars
Inspiré du dessin animé.
- 7751 Ashoka's Starfighter & Culture Droid
- 8037 Anakin's Y-Wing Starfighter
- 8039 Venator-class Republic Attack Cruiser

#### LegoStar Wars10 Year Anniversarry 1999-2009
Pour l'anniversaire des 10 ans de Lego Star Wars.
- 7749 Écho Base (réédité)
- 8038 The Battle of Endor

#### Ultimate LegoStar WarsCollector's series
- 10198 Tantive IV
- 10195 Republic Dropship with AT-OT

#### Autres produits
- 7748 Corporate Alliance Tank Droid
- 8036 Separatists Shuttle

### 2010

#### Mini Building Set
- 20016 Imperial Shuttle
- 20018 AT-AT Walker
- 30050: Republic Attack Shuttle

#### Star Wars: The Clone Wars
Inspiré du dessin animé.
- 8088 ARC-170 Starfighter
- 8093 Plo Koon's Jedi Starfighter
- 8096 Emperor Palpatine's Shuttle
- 8098 Clone Turbo Tank

#### Ultimate LegoStar WarsCollector's series
- 10212 Imperial Shuttle
- 10215 Obi-Wan's Jedi Starfighter

#### Autres produits
- 8083 Rebel Tromper Battle Pack
- 8084 Snowtrooper Battle Pack
- 8085 Freeco Speeder
- 8086 Droid Tri-Fighter
- 8087 TIE Defender
- 8089 Hoth Wampa Cave
- 8092 Luke's Landspeeder
- 8095 Général Grievous' Starfighter
- 8097 Slave 1

### 2011

#### Mini Building Set
- 20019 Slave I
- 20021 Bounty Hunter Assault Gunship
- 30051 Mini X-wing
- 30052 AAT
- 30053 Republic Attack Cruiser
- 30054 AT-ST
- 30055 Vulture Droid

#### Star Wars: The Clone Wars
Inspiré du dessin animé.
- 7915 Imperial V-Wing Starfighter
- 7930 Bounty Hunter Assault Gunship
- 7931 T-6 Jedi Shuttle

#### Ultimate LegoStar WarsCollector's series
- 10221 Super Star Destroyer

#### Autres produits
- 7913 Clone Tromper Battle Pack
- 7914 Mandalorian Battle Pack
- 7929 The Battle of Naboo
- 7958 Star Wars Advent Calendar

### 2012

#### Mini Building Set
2012 note la fin de la gamme Mini Building Set et sera entièrement remplacée par la nouvelle gamme Microfighters .
- 30056 Star Destroyer
- 30057 Anakin's Pod Racer
- 30059 MTT

#### Star Wars: The Clone Wars
Inspiré du dessin animé.
- 9488 Elite Clone Trooper & Commando Droid
- 9491 Geonosian Cannon
- 9498 Saesee Tiin's Jedi Starfighter

Star Wars : The Old Republic
Inspiré du jeu vidéo.
* 9497 Républicain Striker-class Starfighter
* 9500 Smith Fury-class Interceptor

#### GalaxieStar Wars1
Première partie d'une série de boîtes Lego comportant une planète et une mini-figurine.
- 9674 Naboo Starfighter & Naboo
- 9675 Sebulba Podracer & Tatooine
- 9676 TIE Interceptor & Death Star

#### GalaxieStar Wars2
Deuxième partie d'une série de boîtes Lego comportant une planète et une mini-figurine.
- 9677 X-Wing Starfighter
- 9678 Twain-pod Cloud Car
- 9679 AT-ST & Endor

#### Ultimate LegoStar WarsCollector's series
- 10225 R2-D2
- 10227 B-Wing

#### Autres produits
- 9489 Endor Rebel Tromper & Imperial Trooper
- 9490 Droid Escape
- 9492 TIE Fighter
- 9493 X-Wing Starfighter
- 9496 Désert Skiff
- 9499 Gungan Sub
- 9509 Calendrier de l'avent Star Wars
- 9515 The Malevolence
- 9516 Jabba's Palace
- 9526 Palpatine’s Arrest

### 2013

#### Mini Building Set
- 30240 Z-95 Headhunter
- 30241 Mandalorian Fighter
- 30242 Republic Frigate

#### Star Wars: The Clone Wars
Inspiré du dessin animé.
- 75004 Z-95 Headhunter
- 75019 AT-TE
- 75021 Républicain Gunship
- 75024 HH-87 Stathopper

Star Wars : The Old Republic
Inspiré du jeu vidéo.
* 75001 Republic Troopers vs. Sith Troopers
* 75025 Corvette Jedi de classe Défenseur

#### Lego Star Wars: Les Chroniques de Yoda
Inspiré du dessin animé.
- 75018 JEK-14's Stealth Starfighter

#### GalaxieStar Wars3
Troisième partie d'une série de boîtes Lego comportant une planète et une minifig.
- 75006 Jedi Starfighter & Kamino
- 75007 Republic Assault Ship & Coruscent
- 75008 TIE Bomber et champ d'astéroïdes

#### GalaxieStar Wars 4
Quatrième partie d'une série de boîtes Lego comportant une planète et une minifig.
- 75009 Snowsppeder & Hoth
- 75010 B-wing Starfighter & Endor
- 75011 Tantative IV & Alderaan

#### Ultimate LegoStar WarsCollector's series
- 10236 Le village Ewok
- 10240 Red Five X-wing Starfighter

#### Autres produits
- 75000 Clone Troopers vs. Droïdekas
- 75002 AT-RT
- 75003 A-wing Starfighter
- 75005 La fosse du Rancor
- 75017 Duel sur Geonosis
- 75023 Calendrier de l'avent Star Wars

### 2014

#### Mini Building Set
- 30244 Anakin's Jedi Interceptor
- 30246 Imperial Shuttle
- 30247 ARC-170 Starfighter

#### Microfighters
Cette gamme est la continuation des Mini Building Sets. Désormais chaque modèle comporte une mini-figurine.
- 75028 Clone Turbo Tank
- 75029 AAT
- 75030 Milennium Falcon
- 75031 TIE Interceptor
- 75032 X-Wing Fighter
- 75033 Star Destroyer

#### Star Wars Rebels
Inspiré du dessin animé.
- 75048 Le fantôme
- 75051 Jedi Scout Fighter
- 75053 Le Ghost

#### Ultimate LegoStar WarsCollector's Series
- 75059 Sandcrawler

#### Autres produits
- 75034 Death Star Troopers
- 75035 Kashyyyk Troopers
- 75036 Utapau Troopers
- 75037 La bataille de Saleucami
- 75038 Intercepteur Jedi
- 75039 V-Wing Starfighter
- 75040 General Grievous' Wheel Bike
- 75041 Culture Droid
- 75042 Froid Gunship
- 75043 AT-AP
- 75049 Snowspeeder
- 75050 B-Wing
- 75052 La Cantina de Mos Eisley
- 75054 AT-AT
- 75055 Impérial Star Destroyer
- 75056 Calendrier de l'avent Star Wars

### 2015
C'est à la fin de 2015 qu'apparaissent les premiers sets tirés de Star Wars, épisode VII : Le Réveil de la Force.

#### Mini Building Set
- 30272 A-Wing Starfighter
- 30274 AT-DP
- 30275 TIE Advanced Prototype
- 30276 First Order Special Forces TIE Fighter

#### Microfighters
- 75072 ARC-170 Starfighter
- 75073 Vulture Froid
- 75074 Snowspeeder
- 75075 AT-AT
- 75076 Republic Gunship
- 75077 Homing Spider Froid

#### Star Wars Rebels
Inspiré du dessin animé.
- 75082 TIE Advenced Prototype
- 75083 AT-DP
- 75084 Wookiee Gunship
- 75087 Anakin's Custom Jedi Starfighter
- 75090 Ezra's Speeder Bike
- 750106 Impérial Dassault Carrier

#### Ultimate LegoStar WarsCollector's series
- 75060 Slave 1
- 75095 TIE Fighter

#### Personnages
- 75107 Jango Fett
- 75108 Commandant Clone Cody
- 75109 Obi-Wan Kenobi
- 75110 Luke Skywalker
- 75111 Darth Vader
- 75112 Général Grievous

#### Autres produits
- 75078 Transport de l'armée impériale
- 75079 Shadow Troopers
- 75080 AAT
- 75081 T-16 Skyhopper
- 75085 Hailfire Droid
- 75086 Transport de droïdes de combat
- 75088 Senate Commando
- 75089 Geonosis Troopers
- 75091 Flash Speeder
- 75092 Naboo Starfighter
- 75093 Le duel final de l'Etoile de la Mort
- 75094 Imperial Shuttle Tydirium
- 75099 Rey's Speeder
- 75100 First Order Snowspeeder
- 75101 First Order Special Forces TIE Fighter
- 75102 Poe's X-Wing Fighter
- 75103 First Order Transporter
- 75104 Kylo Ren's Command Shuttle
- 75105 Millennium Falcon
- 75097 Calendrier de l'avent Lego Star Wars

### 2016
À la suite de Star Wars, épisode VII : Le Réveil de la Force, les sets Lego Star Wars peuvent être renouvelés et changent de l'ordinaire.

#### Microfighters
- 75125 Résistance X-Wing Fighter
- 75126 Le Snowspeeder du Premier Ordre
- 75127 The Ghost
- 75128 TIE Advanced Prototype
- 75129 Wookiee Gunship
- 75130 AT-DP

#### Figurines à construire
Des figurines de 20 à 30 cm de haut. Elles proviennent principalement de Rogue One: A Star Wars Story.
- 75113 Rey
- 75114 First Order Stormtrooper
- 75115 Poe Dameron
- 75116 Finn
- 75117 Kylo Ren
- 75118 Captain Phasma
- 75119 Sergeant Jyn Erso
- 75120 K-2SO
- 75121 Imperial Death Trooper

#### Ultimate LegoStar WarsCollector's Series
- 75098 Assault on Hoth
- 75159 The Death Star

#### Autres produits
- 75131 Pack de combat de la Résistance
- 75132 Pack de combat du Premier Ordre
- 75133 Pack de combat de l'Alliance Rebelle
- 75134 Pack de combat de l'Empire Galactique
- 75135 Obi-Wan's Jedi Interceptor
- 75136 Droid Escape Pod
- 75137 Chambre de congélation carbonique
- 75138 Goth Attack
- 75139 La bataille de Takodana
- 75140 Résistance Troop Transporter
- 75141 Le Speeder Bike de Kanab
- 75142 Homing Spider Droid
- 75146 Calendrier de l'avent Lego Star Wars
- 75157 Scarscavander
- 75158 Encounter on Jakku
- 75145 Eclipse Fighter
- 75149 Resistance X-Wing Fighter
- 75150 Vader's Tie Advanced VS Wing Starfighter
- 75151 Clone Turbo Tank
- 75157 Captain's Rex AT-TE

#### Exclusivités
Petit ensemble offerts lors d'un seuil d'achat dépassé sur la boutique en ligne Lego.
- 30278 Poe's X-Wing Fighter

### 2017

#### Mini Building Set
- 30497 First Order Heavy Assault Walker

#### Microfighters
- 75160 U-wing
- 75161 TIE Striker
- 75162 Y-wing
- 75163 Krennic's Imperial Shuttle

#### Ultimate LegoStar WarsCollector's series
- 75144 Snowspeeder
- 75192 Millennium Falcon

#### Figurines à construire
- 75523 Scarif Stormtrooper
- 75524 Chirrut Îmwe
- 75525 Baze Malbus
- 75526 Elite TIE Fighter Pilot
- 75528 Rey
- 75529 Elite Praetorian Guard
- 75530 Chewbacca
- 75531 Stormtrooper Commander
- 75532 Scout Trooper & Speeder Bike

#### Autres produits
- 30611 R2-D2
- 40176 Scarif Stormtrooper
- 40268 R3-M2
- 66555 Super Pack 2 in 1
- 66556 Super Pack 2 in 1
- 75164 Rebel Trooper Battle Pack
- 75165 Imperial Trooper Battle Pack
- 75166 First Order Transport Speeder Battle Pack
- 75167 Bounty Hunter Speeder Bike Battle Pack
- 75168 Yoda's Jedi Starfighter
- 75169 Duel on Naboo
- 75170 The Phantom
- 75171 Battle on Scarif
- 75172 Y-wing Starfighter
- 75173 Luke's Landspeeder
- 75174 Desert Skiff Escape
- 75175 A-wing Starfighte
- 75176 Resistance Transport Pod
- 75177 First Order Heavy Scout Walker
- 75178 Jakku Quadjumper
- 75179 Kylo Ren's TIE Fighter
- 75180 Rathtar Escape
- 75182 Republic Fighter Tank
- 75183 Darth Vader Transformation
- 75184 Star Wars Advent Calendar
- 75185 Tracker I
- 75186 The Arrowhead
- 75188 Resistance Bomber
- 75189 First Order Heavy Assault Walker
- 75190 First Order Star Destroyer
- 75191 Jedi Starfighter with Hyperdrive

#### Exclusivité
- CELEB2017 Detention Block Rescue

### 2018

#### Mini Building Set
- 30380 Kylo Ren's Shuttle
- 30381 Imperial TIE Fighter

#### Microfighters
- 75193 Millennium Falcon Microfighter
- 75194 First Order TIE Fighter Microfighter
- 75195 Ski Speeder vs. First Order Walker Microfighters
- 75196 A-Wing vs. TIE Silencer Microfighters

#### Ultimate LegoStar WarsCollector's series
- 75181 Y-wing Starfighter

#### Figurines à construire
- 75533 Boba Fett
- 75534 Dark Vador
- 75535 Han Solo
- 75536 Range Trooper
- 75537 Darth Maul

#### Autres produits
- 75197 Battle Pack experts du Premier Ordre
- 75198 Battle Pack Tatooine
- 75199 Speeder de combat du Général Grievous
- 75200 Entraînement sur l'île d'Ahch-To
- 75201 AT-ST du Premier Ordre
- 75202 Défense de Crait
- 75203 La chambre médicale sur Hoth
- 75204 Speeder des sables
- 75205 Cantina de Mos Eisley
- 75206 Pack de combat des Jedi et des Clone Troopers
- 75207 Pack de combat de la patrouille impériale
- 75208 La hutte de Yoda
- 75209 Le Landspeeder de Han Solo
- 75210 Le Landspeeder de Moloch
- 75211 Le TIE Fighter impérial
- 75212 Le Faucon Millenium du raid de Kessel
- 75213 Calendrier de l'Avent LEGO Star Wars
- 75214 Anakin's Jedi Starfighter
- 75215 Cloud-Rider Swoop Bikes
- 75216 Snoke's Throne Room
- 75217 Imperial Conveyex Transport
- 75218 X-wing Starfighter
- 75219 Imperial AT-Hauler
- 75220 Sandcrawler
- 75221 Imperial Landing Craft
- 75512 Millennium Falcon Cockpit

## Produits dérivés

### Jeux vidéo
- Lego Star Wars, le jeu vidéo (2005)
- Lego Star Wars II : La Trilogie originale (2006)
- Lego Star Wars : La Saga complète (2007)
- Lego Star Wars III : The Clone Wars (2011)
- Lego Star Wars : Le Réveil de la Force (2016)
- Lego Star Wars : La Saga Skywalker (2022)

### Livres
- Lego Star Wars : L'Encyclopédie illustrée (2010)
- Lego Star Wars : L'Encyclopédie des personnages (2011)
- Lego Star Wars : L'Encyclopédie illustrée (mise à jour et augmentée, 2014)
- Lego Star Wars : L'Encyclopédie illustrée des personnages (mise à jour et augmentée, 2015)
- Lego Star Wars : Le Côté Obscur

- (en) Ultime Lego Star Wars, Dorling Kindersley, 3 octobre 2017, 320 p.Le livre est édité en France dès le 10 novembre 2017.

### Films et séries d'animation
- Revenge of the Brick : La Revanche des Sith version Lego
- L'affaire Han Solo : prolonge de quelques minutes l'histoire de l'épisode V
- Lego Star Wars: The Quest for R2-D2 : résume l'histoire du jeu du même nom
- Que la Force soit avec toi - 1re partie : résume en environ 2 minutes les épisodes IV à VI en Lego (technique du stop motion)
- Que la Force soit avec toi - 2e partie : résume en environ 2 minutes les épisodes I à III en Lego (technique du stop motion)
- Lego Star Wars: Bombad Bounty de Peter Pedersen
- La Menace Padawan
- L'Empire en Vrac
- Lego Star Wars : Les Chroniques de Yoda : série d'animation ayant pour héros Yoda
- Lego Star Wars : Les Contes des Droïdes
- Star Wars : Les Aventures des Freemaker : série d'animation
- Lego Star Wars : L'aube de la Résistance

### Jeux de société
Lego Games
- 3866 Star Wars : La Bataille de Hoth

### Objets

#### Portes-clés
- 5001310 Yoda
- 5001311 Dark Maul
- 5001159 Dark Vador
- 5001160 Stormtrooper
- 850634 Porte-clés R2-D2

#### Lampes
- 5001512 Lampe de bureau Dark Vador Lego Star Wars

#### Montres
- Montre Stormtrooper
- Montre R2-D2 et C3-PO
- Montre Chewbacca

## Logos

Troisième logo (alternatif).
Troisième logo (alternatif).
Troisième logo (alternatif).
Cinquième logo jusqu'à mi-2015.